# 117713 Kövesligethy
117713 Kövesligethy è un asteroide della fascia principale. Scoperto nel 2005, presenta un'orbita caratterizzata da un semiasse maggiore pari a 2,3364734 UA e da un'eccentricità di 0,1545275, inclinata di 2,73344° rispetto all'eclittica.